# Józef Kulesza (rzeźbiarz)
Józef Kulesza (ur. 1859, zm. 13 stycznia 1923 w Krakowie) – polski rzeźbiarz, właściciel zakładu kamieniarsko rzeźbiarskiego w Krakowie.

## Życiorys
Prowadził zakład kamieniarski przy ulicy Rakowickiej. Był członkiem Towarzystwa Miłośników Historii i Zabytków Krakowa oraz Towarzystwa Strzeleckiego. W 1908 roku został królem kurkowym. W jego pracowni wykonano między innymi epitafia: A. Pollera w kościele Świętego Krzyża, T. Chromeckiego w kościele Przemienienie Pańskiego (1902), M. Jawornickiego w kościele Świętych Apostołów Piotra i Pawła w Krakowie, nagrobki na cmentarzu Rakowickim: A. Hoffmanowej, Mikołaja Zyblikiewicza (1891), Edmunda Różyckiego oraz roboty kamieniarskie podczas odbudowy Wawelu
Na jego zlecenie rozpoczęto w latach 1893 roku budowę kamienicy na rogu ulicy Retoryka i Smoleńsk tzw. domu egipskiego. W 1894 roku (być może z powodu kłopotów finansowych) sprzedał ją Joelowi Baumingerowi.
W 1904 roku był fundatorem marmurowej tablicy z napisem „Na pamiątkę dnia 12. września 1683 r., w którym za łaską Bożą król polski Jan Sobieski postawił ołtarz w zniszczonym przez zaciekłą dzicz turecką kościele Kamedułów na Kahlenbergu, na którego stopniach wysłuchawszy mszy św. i przyjąwszy komunię św., wyruszył na nieprzyjaciół, których na czele swego dzielnego wojska pobił i zmusił do ucieczki i tem nie tylko 'Wiedeń uwolnił od oblężenia, lecz także całej ciężko uciśnionej Europie opiekę i bezpieczeństwo zapewnił”, którą wmurowano w ściany kościoła św. Józefa na Kahlenbergu. Zmarł w Krakowie. Pochowany na cmentarzu Rakowickim. Pogrzeb odbył się 15 stycznia 1923 roku.